# Panglima Polèm IX

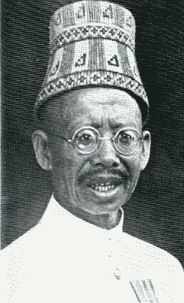
Panglima Polèm IX

 Panglima Polèm IX (? - 1940), alias de ongrijpbare pimpernel, was een bekende aanvoerder in de Atjehoorlog. Panglima Polèm IX (Panglima Polem IX of Panglima Polim IX) was het hoofd van de Sagi der machtige Moekims XXII. Naast Teukoe Oemar, Toeankoe Mohammed Daoed en Tjoet Nja Dinh speelde hij een belangrijke rol in de guerrilla tegen de Nederlanders. 

## Panglima Polèm op de vlucht, 1896-1903

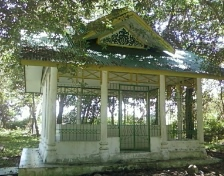
Graf van Panglima Polem Muhammad Daud

Hij ontvluchtte in 1896 zijn woonplaats Indrapoeri (centraal Groot-Atjeh) voor de Pidiëstreek aan de noordkust van Atjeh. In de jaren die volgden trok hij noodgedwongen met zijn legertje trouwe aanhangers voornamelijk door centraal Atjeh en de noordkust, aanvallend waar hij kon, maar meestal op de vlucht voor de “vliegende colonnes” van het Korps Marechaussee.
In januari 1902 rukte de marechaussee onder kapitein G.J.A. Webb uit naar de Boven-Paseistreek ter opsporing van de troepen van Panglima Polèm IX. Op 21 januari 1902 sneuvelde Webb door een zorgvuldig geplaatste boobytrap, waardoor hij door een omvallende boom werd gedood. Vanuit het bivak te Matang Koeli werd door de daar aanwezige 4 brigades Korps Marechaussee, versterkt door een 100 bajonetten uit het bivak, onder commando van overste Berenschot van 30 januari tot 13 februari 1902 een tocht gemaakt naar de bovenloop van de Keureutoë rivier waar echter geen spoor meer werd aangetroffen van Panglima Polèm, die al vertrokken bleek te zijn naar de Gajolanden. De in boven Keureutoë aanwezige Atjehers bestonden uit gewekenen van Geudong, Seuleuma en Pira. In verschillende ontmoetingen werden 27 Atjehers gedood en 16 schuilplaatsen opgeruimd.
Op 24 januari 1903 overviel de onderluitenant Hans Christoffel een schuilplaats van Polèm, waarbij boeken, brieven en preciosa werden buitgemaakt. Polèm ontkwam op het nippertje. In de nacht van 21 op 22 mei 1903 wist majoor Van der Maaten, Polèm's moeder, een van zijn vrouwen, Potjoet Boeleuën en enige familieleden gevangen te nemen. In juni 1903 wist kapitein Hendrikus Colijn de hand te leggen op Polèm's eerste echtgenote, Tengkoe Ra'ana. Daarna werden hem nog enige zware verliezen toegebracht, zodat hij op de 6de september 1903 het hoofd in de schoot legde en zich met 150 volgelingen te Lho Seumawé kwam onderwerpen aan het Nederlandse gezag bij de militair- en civiel gezaghebber H. Colijn.

## Zijn onderwerping, 1903
Nadat hij zich had overgegeven aan generaal Van Heutsz werd hij door het Nederlandse gouvernement in zijn erfelijke waardigheid gelaten en benoemd tot Sagi-hoofd. Hij bleef na zijn onderwerping tot aan zijn dood in 1940 loyaal aan het Nederlandse gezag. Hij was de tweede Polèm die in Atjeh als oorlogsleider optrad, maar niet de laatste. Nauwelijks twee jaar na zijn dood leidde zijn zoon begin jaren 40 een guerrillabeweging tegen de Nederlanders, vlak voordat de Japanners het eiland Sumatra binnenvielen.

## Foto's

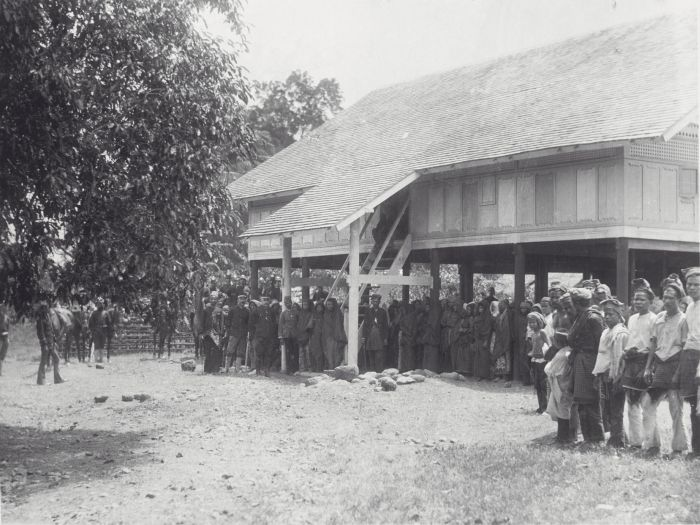
Huis van Panglima Polèm te Glé Jeuëng (groot Atjeh)
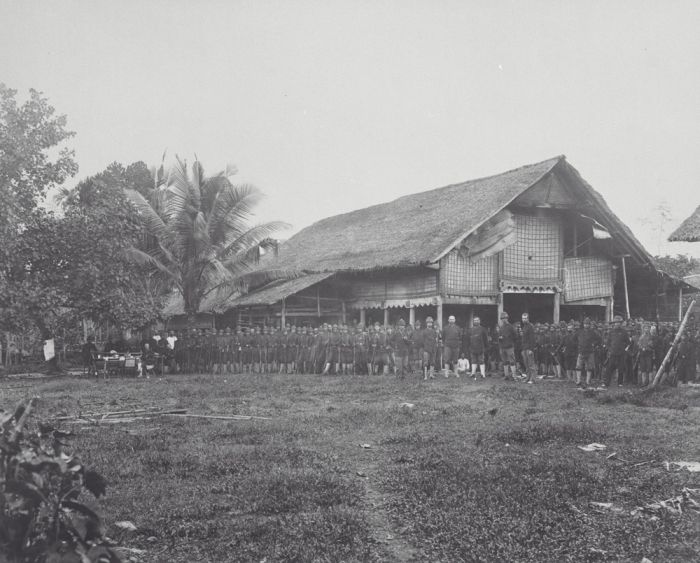
Militairen bij het huis van Panglima Polèm Padang Tidji te Pidië (noordkust Atjeh)
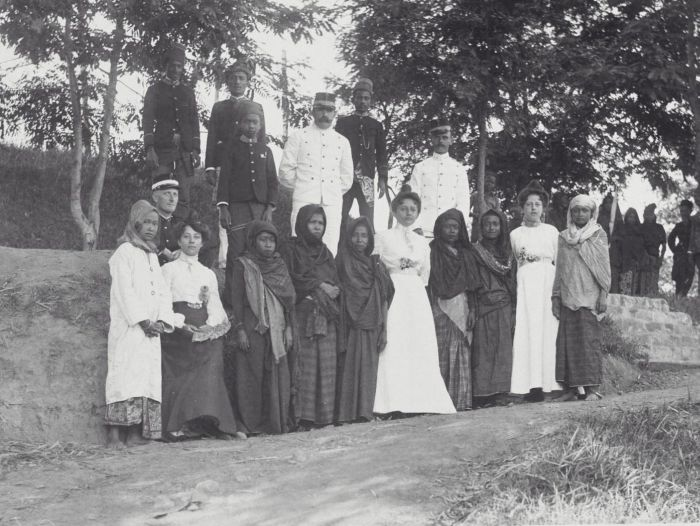
Groepsportret met familieleden van Polèm
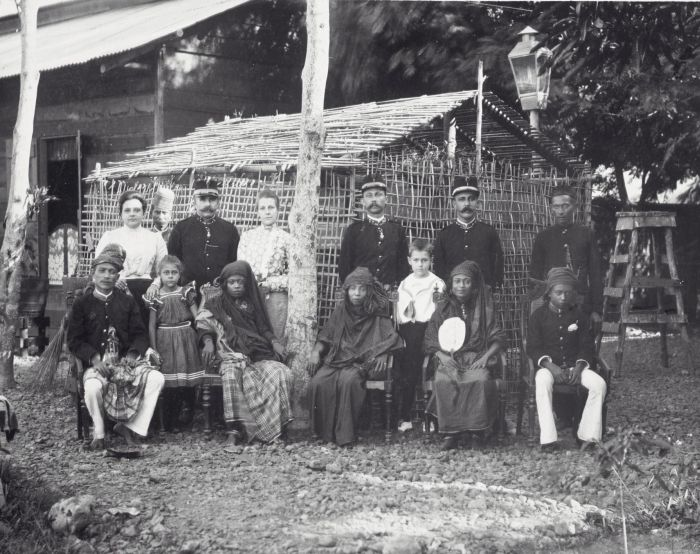
Groepsportret met de moeder zus en vrouw van Panglima Polèm
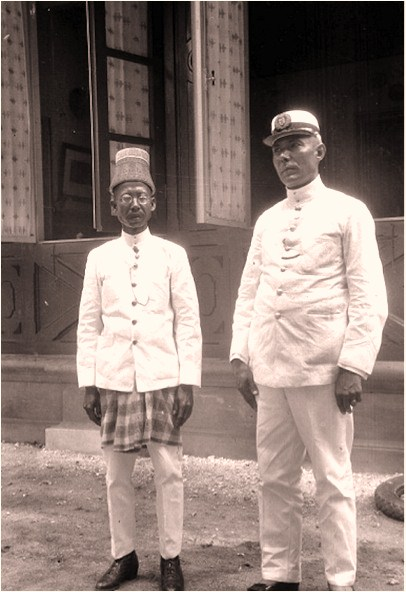
F.Stammeshaus met Polèm te Atjeh
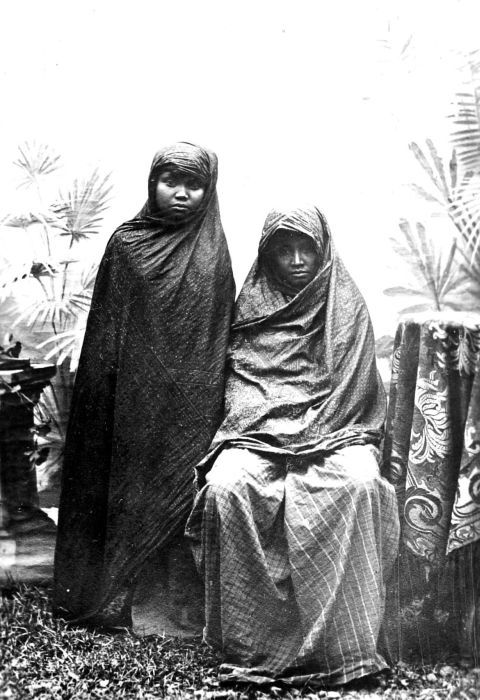
De vrouw en de zuster van Panglima Polèm